# Dušan Kovačević
Dušan Kovačević (Sérvio Cirílico Душан Ковачевић) (Mrđenovac, Sérvia, 12 de Julho de 1948) é um dramaturgo e realizador Sérvio conhecido pelas suas peças de teatro e argumentos cinematográficos. Em 2005 foi nomeado embaixador da Sérvia em Lisboa, Portugal.
Recebeu o seu diploma de um liceu em Novi Sad, e o seu título de bacharel em dramaturgia da Universidade de Belgrado em 1973. A partir de 1973, trabalhou como dramaturgo na TV Beograd durante cinco anos. Desde 1998, foi Director Artístico do Teatro Zvezdara. Em 2003 realizou o seu primeiro filme, Profesionalac (The Profissional).
O trabalho prolífico de Kovačević's é bem conhecido e popular na Sérvia. As suas comédias foram traduzidas para 17 línguas, mas o seu trabalho não ficou disponível em Inglês até meados dos anos 90. Uma das suas peças, Balkan Spy estava a ser ensaiada em Pequim por altura dos Protestos na Praça Tiananmem, e acabou por ser cancelada pelas autoridades.
Dušan Kovačević é membro da Academia Sérvia de Ciências e Artes.
Alguns dos trabalhos de Kovačević incluem:
Peças de teatro
- Radovan III (1973)
- Maratonci trče počasni krug - Marathon Runners Run a Lap of Honour (1973)
- Sabirni centar - The Gathering Place (1982)
- Balkanski špijun - Balkan Spy (1982)
- Sveti Georgije ubiva aždahu - St. George kills the Dragon (1984)
- Klaustofobicna Komedija - Claustrophobic Comedy (1987)
- Profesionalac - The Professional (1990)
- Urnebesna Tragedija - Roaring Tragedy (also translated as Tragedy Burlesque; 1990)
- Lari Tompson, tragedija jedne mladosti - Larry Thompson, the Tragedy of a Youth (1996)
- Kontejner sa Pet Zvedica - Five-Star Dumpster (1999)
- Doktor Šuster - Doctor Shoemaker (2001)

Filmes
- Specijalno vaspitanje - Special Treatment  (1978)
- Ko to tamo peva - Who's Singing Over There?  (1980)
- Bila jednom jedna zemlja - Underground (Once Upon a Time was a Land) (1995)

Underground, realizado por Emir Kusturica, ganhou a Palma de Ouro no Festival de Cinema de Cannes. Era a adaptação de Kovačević de uma primeira peça chamada Proleće u januaru (Spring in January). Já escreveu adaptações cinematográficas de Marathon Runners, The Gathering Place, Balkan Spy, e The Professional, também.